# Vivian Chukwuemeka
Vivian Chukwuemeka (auch Vivian Peters; * 4. Mai 1975 in Kwale) ist eine ehemalige nigerianische Leichtathletin. Sie gewann Medaillen im Kugelstoßen, Diskus- und Hammerwurf.

## Leben
Chukwuemeka gewann ihren ersten internationalen Titel im Kugelstoßen bei den Afrikaspielen 1999 in Johannesburg. 2002 siegte sie  sowohl bei den Commonwealth Games in Manchester als auch bei den Leichtathletik-Afrikameisterschaften in Radès. Zudem wurde sie bei den Afrikameisterschaften Zweite im Diskuswurf. Im folgenden Jahr errang sie bei den Afrikaspielen in Abuja drei weitere Medaillen: Gold im Kugelstoßen, Silber im Diskuswurf und Bronze im Hammerwurf.
Bei den Afrikameisterschaften 2006 in Bambous belegte Chukwuemeka dieselben Platzierungen wie vier Jahre zuvor in Radés. Sie siegte erneut mit der Kugel und wurde Zweite mit dem Diskus. Im selben Jahr holte sie bei den Commonwealth Games die Bronzemedaille im Kugelstoßen. 2007 gelang ihr bei den Afrikaspielen in Algier die erfolgreiche Titelverteidigung im Kugelstoßen. Im Diskuswurfen wurde sie Dritte, im Hammerwurf Vierte. 2008 wurde sie in Addis Abeba zum dritten Mal Afrikameisterin im Kugelstoßen.
Außerdem nahm Chukwuemeka an den Olympischen Spielen 2000 und 2008 sowie den Weltmeisterschaften 2003 und 2005 teil, wo sie im Kugelstoßen das Finale jedoch jeweils verpasste.
2009 wurde Chukwuemeka bei einer Dopingkontrolle positiv auf das Steroid Methenolon getestet. Sie bestritt die wissentliche Einnahme von verbotenen Substanzen. Der Leichtathletik-Weltverband IAAF sperrte sie dennoch rückwirkend zum 24. Juli 2009 für zwei Jahre. Im Juni 2012 wurde bei ihr Stanozolol festgestellt, woraufhin sie lebenslang gesperrt wurde. Auch ihr Sieg bei den Leichtathletik-Afrikameisterschaften 2012 und ihr dort aufgestellter Afrikarekord von 18,86 m wurden annulliert.
Vivian Chukwuemeka ist 1,78 m groß und wog zu Wettkampfzeiten 102 kg. Sie besuchte die Azusa Pacific University und schloss ihr Studium 2006 mit einem Bachelor of Social Work ab.

## Bestleistungen
- Diskuswurf: 56,92 m, 23. Mai 2003, Olathe
- Hammerwurf: 60,00 m, 25. Mai 2006, Fresno
- Kugelstoßen: 18,43 m, 19. April 2003, Walnut
- Speerwurf: 41,60 m, 8. April 2006, Azusa